# Sjungom nu av hjärtans grund
Sjungom nu av hjärtans grund är en gammal tysk måltidspsalm med originaltiteln "Singen wir aus Herzen Grund" i sex verser skriven omkring 1568 av Nikolaus Selnecker och översatt till danska av Hans Thomaeus. Därefter till svenska av okänd översättare och i tryck 1594. Den har beskrivits som "en veritabel matsedel", i synnerhet den femte versen.
Psalmen inleds 1695 med orden:
Siungom nu af hiertans grund
Lofwom Gudh i alla stund
Den femte versen lyder i gammalstavning:
Fisk i watnet efter sitt Ord
Gifwer oss Gudh uppå wårt bord
Ägg af foglar stora och små
Ther warda ungar af oskså
Alt måste wara födan wår
Älg, oxe, hara, hjort och fåår
Allt oss af Gudh tilhanda står
Enligt 1697 års koralbok används samma melodi som till psalmen Alzmächtige Gudh i Himmelrijk (nr 337).

## Publicerad i
- Göteborgspsalmboken 1650 under rubriken "Loffsånger effter Måltijdh".[1]
- 1695 års psalmbok som nr 339 under rubriken "Måltijdz-Psalmer.".